# لسين العظم الوتدي
لسين العظم الوتدي يكون على طول الجزء الخلفي من الحافة الجانبية من التَّلَمُ السُّباتِيُّ للعَظْمِ الوَتَدِيّ، في الزاوية بين الجسم وجناح كبير، وهو حافة (حرف) من العظام، ويدعى باللسين.